# Годяну (Обиршія-Клошань, Мехедінць)
Годяну (рум. Godeanu) — село у повіті Мехедінць в Румунії. Входить до складу комуни Обиршія-Клошань.
Село розташоване на відстані 279 км на захід від Бухареста, 42 км на північ від Дробета-Турну-Северина, 138 км на південний схід від Тімішоари, 120 км на північний захід від Крайови.

## Населення
За даними перепису населення 2002 року у селі проживали 213 осіб, усі — румуни. Усі жителі села рідною мовою назвали румунську.